# Козловка (місто)
Козло́вка (рос. Козловка, чув. Куславкка) — місто, центр Козловського району Чувашії, Росія. Адміністративний центр Козловського міського поселення.

## Населення
Населення — 10359 осіб (2010; 13054 у 2002).

## Господарство
Найбільшим промисловим підприємством міста був Козловський комбінат автофургонів (КАФ). В даний час територія заводу поділена між кількома комерційними підприємствами, причому найбільша частина, що належить ТОВ «Козловський комбінат автофургонів», в 2011 році пройшла процедуру банкрутства і була ліквідована.
Підприємства харчової промисловості — хлібокомбінат (проходить процедуру ліквідації), маслозавод, 2 рибопереробних підприємства.